# Anthony Roberts (basket-ball, 1955)
Ne doit pas être confondu avec Anthony Roberts, joueur de basket-ball né en 2000.
Pour les articles homonymes, voir Anthony et Roberts.
Anthony Jerome Roberts, né le 15 avril 1955 à Chattanooga, au Tennessee et mort le 29 mars 1997 à Tulsa, en Oklahoma, est un joueur américain de basket-ball évoluant aux postes d'ailier et d'arrière.

## Biographie

### Carrière universitaire
Entre 1973 et 1977, il joue pour les Golden Eagles (en) à l'université Oral Roberts.

### Carrière professionnelle

#### Nuggets de Denver (1977- nov. 1979)
Le 10 juin 1977, il est sélectionné à la 21e position de la draft 1977 de la NBA par les Nuggets de Denver.
Le 9 août 1977, il signe un premier contrat avec les Nuggets de Denver.
Le 1er juillet 1979, il devient agent libre.
Le 14 août 1979, il signe un nouveau contrat avec les Nuggets de Denver.
Le 27 novembre 1979, les Nuggets se séparent de Roberts.

#### Bullets de Washington (déc. 1980 - 1981)
Le 27 décembre 1980, il signe un contrat de dix jours avec les Bullets de Washington.
Le 6 janvier 1981, il signe un second contrat de dix jours avec les Bullets.
Le 16 janvier 1981, il signe avec les Bullets jusqu'à la fin de la saison 1980-1981.
Le 1er juillet 1981, il devient agent libre.

#### Retour aux Nuggets de Denver (fév. - juil. 1984)
Le 16 février 1984, il signe un contrat de dix jours avec les Nuggets de Denver.
Le 26 février 1984, il signe avec les Nuggets jusqu'à la fin de la saison 1983-1984.
Le 25 juillet 1984, il est libéré par les Nuggets.

### Mort
Anthony Roberts est tué par balle alors qu'il se disputait avec deux hommes dans le parking à l'extérieur de son complexe d'appartements le 29 mars 1997. Brent Alan Kilby, 19 ans, est accusé de son meurtre. Kilby est condamné à la prison à vie en 1998. Roberts avait alors 41 ans.

## Palmarès

### Universitaire
- NABC All-American Fifth Team en 1977
- No. 15 retiré par les Golden Eagles  d'Oral Roberts (en)

## Statistiques

### Professionnels
Les statistiques d'Anthony Roberts en saison régulière NBA sont les suivantes :
| Saison    | Équipe     | Matchs | Titul. | Min./m | % Tir | % 3pts | % LF | Rbds/m. | Pass/m. | Int/m. | Ctr/m. | Pts/m. |
| --------- | ---------- | ------ | ------ | ------ | ----- | ------ | ---- | ------- | ------- | ------ | ------ | ------ |
| 1977-1978 | Denver     | 82     | -      | 19,5   | 42,3  | -      | 72,2 | 4,28    | 1,28    | 0,49   | 0,09   | 9,45   |
| 1978-1979 | Denver     | 63     | -      | 19,6   | 42,4  | -      | 69,1 | 4,10    | 1,70    | 0,32   | 0,03   | 7,90   |
| 1979-1980 | Denver     | 23     | -      | 21,1   | 38,1  | 0,0    | 65,0 | 4,74    | 0,87    | 0,57   | 0,13   | 7,70   |
| 1980-1981 | Washington | 26     | -      | 13,5   | 37,5  | 0,0    | 65,5 | 2,62    | 0,77    | 0,42   | 0,00   | 4,88   |
| 1983-1984 | Denver     | 19     | 0      | 10,4   | 37,4  | 0,0    | 72,2 | 2,68    | 0,68    | 0,26   | 0,05   | 4,26   |
| Carrière  | Carrière   | 213    | 0      | 18,2   | 41,2  | 0,0    | 69,9 | 3,93    | 1,24    | 0,42   | 0,06   | 7,78   |